# Pontioceramus grandis
Pontioceramus grandis är en sjöstjärneart som beskrevs av Fisher 1911. Pontioceramus grandis ingår i släktet Pontioceramus och familjen ledsjöstjärnor.
Artens utbredningsområde är Filippinerna. Inga underarter finns listade i Catalogue of Life.